# کت استیونز
یوسف اسلام (نام تولد استیون دیمیتری جورجیو؛ زادهٔ ۲۱ ژوئیهٔ ۱۹۴۸) که معمولاً با نام‌های کت استیونز، یوسف و یوسف / کت استیونز شناخته می‌شود، خواننده-ترانه‌سرای بریتانیایی است. سبک موسیقایی او شامل فولک، پاپ، راک و بعدها موسیقی اسلامی می‌شود. او در سال ۲۰۰۶ به ساخت موسیقی سکولار بازگشت. نام او در سال ۲۰۱۴ وارد تالار مشاهیر راک اند رول شد.

## زندگی
او در سال ۱۹۴۸ در لندن و از پدری یونانی و مادری سوئدی متولد شد. او خواننده، ترانه‌نویس، نوازندهٔ چندین ساز و مربی است. از اواخر دههٔ ۱۹۶۰ او تحت نام کت استیونس موفق به فروش بیش از ۶۰ میلیون آلبوم در سراسر دنیا شده است. از ترانه‌های او می‌توان به دنیای وحشی اشاره کرد. کت استیونس با مطالعهٔ قرآن که برادر بزرگش از بیت‌المقدس برای او آورد به جواب بسیاری از سؤالاتش دست یافت و از اعماق جان به این کتاب ایمان آورد. او بعد از چندین سال مطالعه و تحقیق در ۲۳ دسامبر ۱۹۷۷ به‌طور رسمی دین اسلام را پذیرفت و نامش را به یوسف اسلام تغییر داد و در همین زمان آلبوم «بازگشت به زمین» را بیرون داد. او پس از انتشار کتاب آیات شیطانی و صدور حکم ارتداد سلمان رشدی از جانب خمینی، طی بیانیه‌ای از حکم کشتن این نویسنده دفاع کرد. این اقدام او باعث شد توسط رسانه‌های اروپایی و آمریکایی تحریم شود و از پخش موسیقیهای وی تا مدت‌ها خودداری کنند.

## ترانه‌شناسی

### آلبومهای استودیویی

#### به عنوان کت استیونس
- 1967: Matthew and Son
- 1967: New Masters
- 1970: Mona Bone Jakon
- 1970: Tea for the Tillerman
- 1971: Teaser and the Firecat
- 1972: Catch Bull at Four
- 1973: Foreigner
- 1974: Buddha and the Chocolate Box
- 1975: Numbers
- 1977: Izitso
- ۱۹۷۸: بازگشت به زمین

#### به عنوان یوسف اسلام
- ۲۰۰۶: یک فنجان دیگر
- 2009: Roadsinger

### آلبوم‌های زنده
| نام آلبوم     | سال انتشار |
| ۱. Saturnight | ۱۹۷۴       |
| ۲. Majikat    | ۲۰۰۴       |